# Stäketfläcken

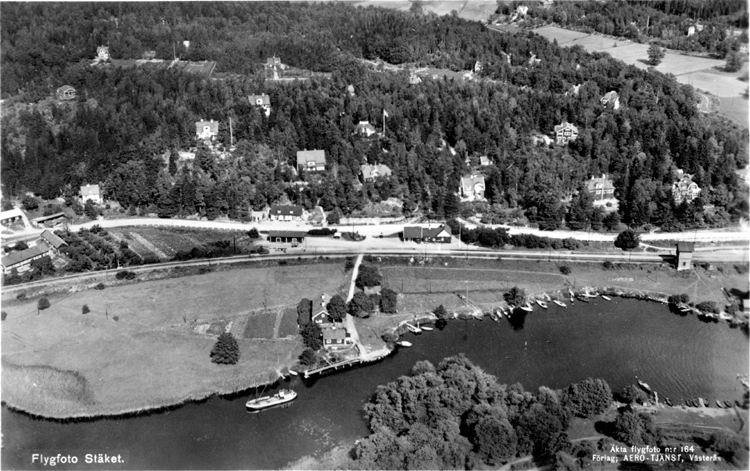
Flygbild från 1930-1940-talet över Stäketsundet med Stäketsholmen i förgrunden. Enköpingsvägen och järnvägen går vågrätt genom bilden.

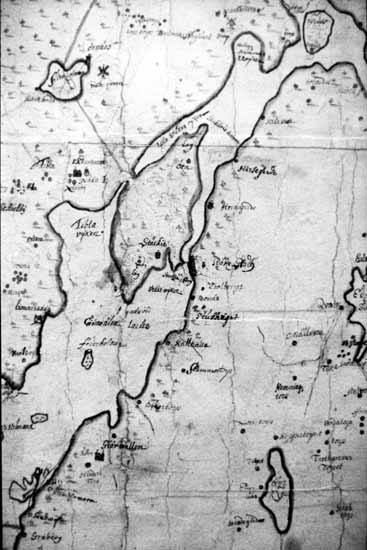
Del av karta över Järfälla omkring 1690. Original i Lantmäteriverket, Gävle. Under 1620-talet planerade man en stadsbildning här, och en liten koloni hantverksyrken växte upp öster om sundet.

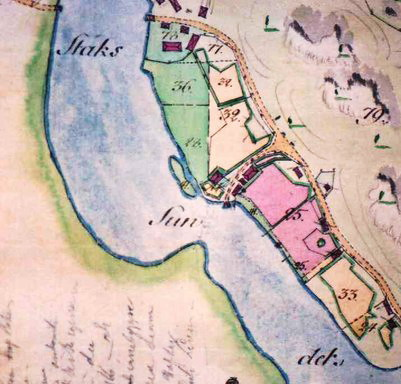
1801 års karta av Jeremias Lifman d.ä. (1746-1825) över Stäket och "Stäks Sundet" i Lantmäteriet, Gävle.

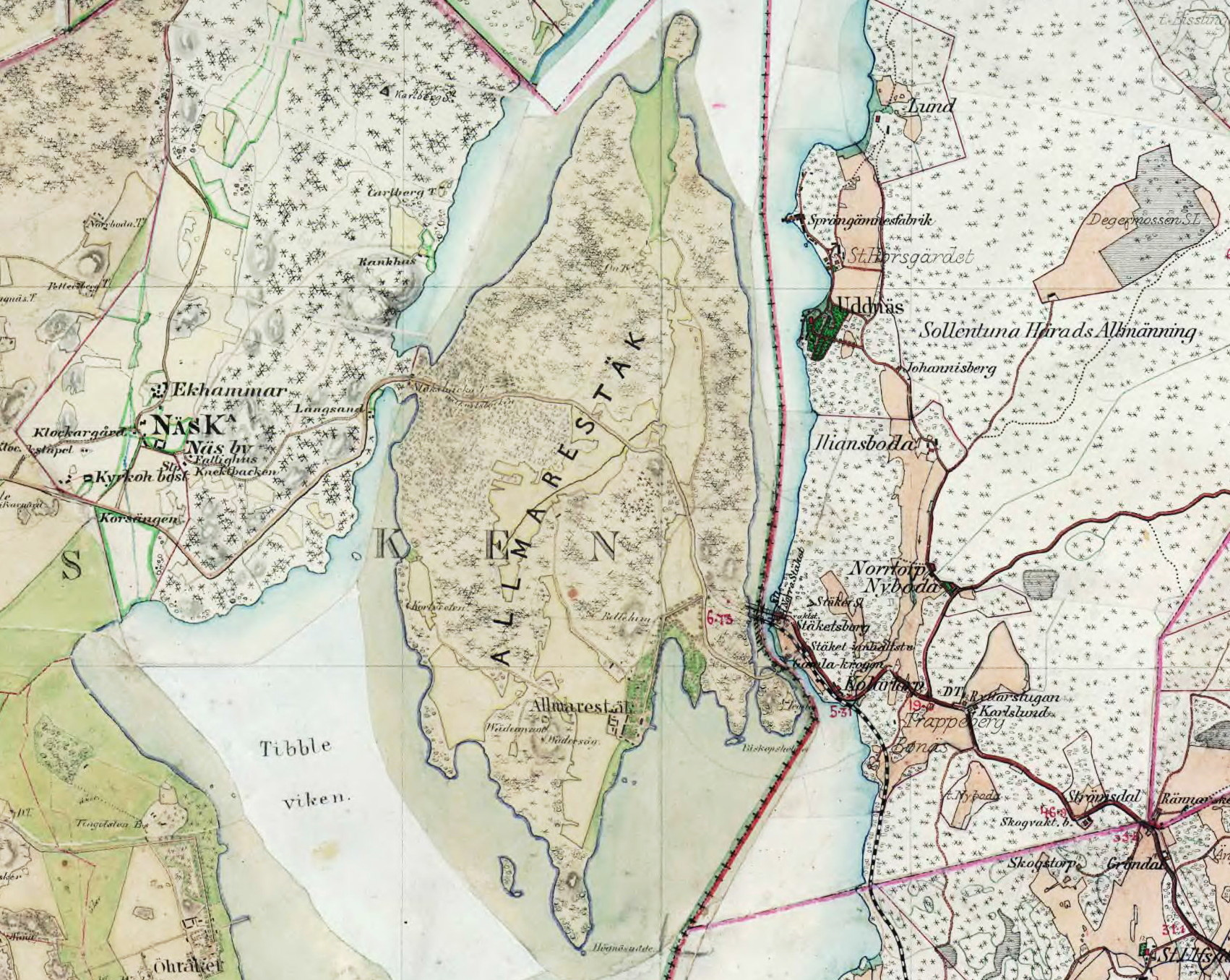
Stäksön (Almarestäk) på Häradsekonomiska kartan 1860-talet.

Stäketfläcken eller Stäkets stad är ett område vid Stäket i nuvarande Järfälla kommun på östra sidan om Stäketsundet. På området fanns ett samhälle som 1629 fick stadsprivilegier men aldrig utvecklades till någon större bosättning. 1671 fanns endast ett fåtal innevånare. Det finns idag inga tydliga spår kvar av Stäketfläcken. 
Platsen Tegelhagen är nämnt första gången 1565, men 60 år senare bytte Tegelhagen namn till Fläcken. En rad hantverkare av olika slag bosatte sig där på 1620-talet. En stadsliknande plats, som kallades Fläck, växte upp. Stäketfläcken hade som mest ett 30-tal hushåll. År 1663 sålde kronan området till Anna Skytte på Almare-Stäket och alla hantverkarna blev hennes tjänare och därefter tynade staden sakta bort. Platsen började därmed åter att kallas Tegelhagen redan i slutet av 1600-talet. Flera av arrendatorna vid Tegelhagen var krögare vid Stäkets krog. År 1813 slogs jordbruket vid Tegelhagen samman med Kolartorp. Tegelhagens gård låg där Stäkets järnvägsstation senare kom att byggas och var bebodd till i början på 1860-talet. Under 1900-talets början uppfördes de första stora villorna på Tegelhagens forna ägor.

## Bakgrund
Vattenfarleden mellan Stockholm och Uppsala och landsvägen mellan Stockholm och Västerås och Bergslagen möttes vid det smala sundet mellan Järfälla och Stäksön, som är en halvö i Mälaren. Stäksön ligger mellan fjärdarna Görväln och Skarven och mellan orterna Kungsängen och Stäket. Även på Stäksön finns den gamla banvallen för Stockholm-Västerås-Bergslagens Järnvägar kvar. Ute i Mälaren på Stäketsholmen ligger resterna av den mäktiga biskopsborgen, Almarestäkets borg, i Upplands-Bro kommun.
På 1440-talet omtalas för första gången en färja. Den första bron, som låg söder om den nuvarande bron, byggdes av staten på 1630-talet. Bron som löpte via Stäketsholmen ersattes och byggdes om ett flertal gånger tills den förstördes fullständigt vid vårfloden 1670 eller 1671.
Vid denna plats i Stäket bosatte sig i början av 1600-talet en rad hantverkare såsom skomakare, smeder, skräddare, glasmästare, timmermän och fiskare. En stadsliknande plats, en "Fläck", uppkom. På 1600-talet användes ordet om små stadsliknande platser, där invånarna inte bedrev jordbruk, utan försörjde sig på andra yrken.

### Kartläggningen 1627

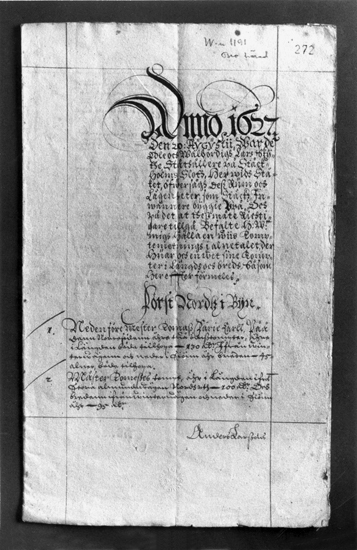
Tomtindelningsdokument på Stäkets stad 1627, Tegelhagens gård, Stäket. Original i Uppsala universitetsbibliotek, Westinska samlingen.

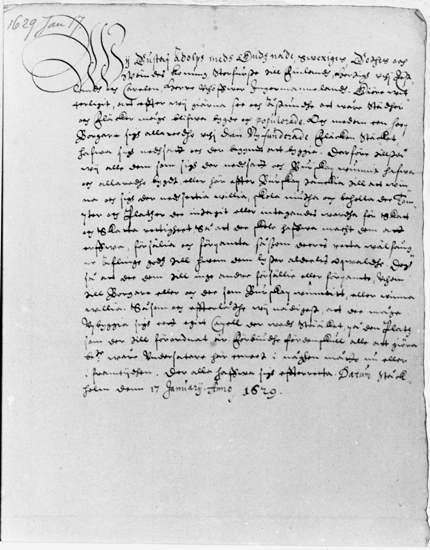
Privilegiebrevet för Stäkets stadsprivilegier, 17 januari 1629. Tegelhagens gård, Stäket. Original i Riksarkivet, Städers Acta.

1625 omnämns Stäketfläcken för första gången. Då fanns redan nio namngivna personer boende här. Dessa personer hade yrken som skomakare, skräddare, smed och fiskare och deras familjer. Den 20 augusti 1627 besökte ståthållaren på Stockholms slott och Uppsala slott Lars Bengtsson Skytte (1574-1634) platsen. Genom det tomtdokument, "Tomptemetning i alnertalet", som upprättades på hans uppdrag ges en bild av hur Fläcken var bebyggd. Anledningen till att göra en närmare granskning av platsen var att tomtgränserna var oklara. Nya tomter lades också ut i samband med uppmätningen. Handlingarna från uppmätningen finns i Uppsala universitetsbibliotek i den Westinska samlingen volym 1191. Westinsamlingarna spänner från 1400-tal till 1870-tal. Jacob Westin (1810-1880) var garvare till yrket och ägde en garverirörelse.
Med hjälp av tomtmätningsinstrument från 1627 går det att rekonstruera den karta som ritades vid det tillfället. Den som gjorde mätningen på Lars Skyttes uppdrag var en Anders Larsson. Väster om Enköpingsvägen låg 27 bebyggda tomter och sju obebyggda. Ett område i söder var avsatt för kapell och begravningsplats. Fyra gator ledde ner mot en lastplats vid vattnet. Som mest fanns 1628 omkring 30 hushåll vid Stäketfläcken, vid Stäkets stad. Alla stadshantverkare skulle inordnas i skråämbetena. Där enstaka utövare av ett hantverk fanns, skulle de inordnas under ett ämbete i Stockholm. Även hantverkare på landet skulle inordnas i systemet, men bara tillåtas på vissa orter, så kallade fläckar.
Kartläggningen år 1627 visar också att folkmängden vid Stäketfläcken ökat jämfört med två år tidigare 1625, då Stäketfläcken omnämns för första gången, nu fanns det ett tjugotal hantverkare bosatta där. Vid kartläggningen fann man 27 bebyggda tomter och de beboddes av skräddare. Drygt hälften av hantverkarna i Stäket ägnade sig åt beklädnad. Det var sju skräddare, fyra skomakare och två skinnare samt timmermän, snickare och fiskare. Skinnarna beredde skinn och sydde skinnkläder och pälsar.
Det är möjligt att göra en rekonstruktion av Fläcken genom tomtdokumentet från 1627. Det är en begränsad plats beroende av naturförhållandena. Området var inte större än cirka 80–90 meter bred och 500–600 meter lång. När försörjningsmöjligheterna för hantverkarna minskade blev det bekymmersamt och marken lämpade sig inte för jordbruk.

### Stadsprivilegier
I ett brev daterat den 17 januari 1629 bekräftar Gustav II Adolf att Stäketfläckens invånare har rätt till sina tomter och att de också får ärva, sälja eller förpanta dem. Stäketfläcken erhöll stadsprivilegier genom detta brev, där Gustav Adolf skriver: "Wij Gustaf Adolf medh Gudz nåde, Sweriges, Gothes och Wändes konung, storfurste till Finland, Hertigh uthi Eestlandh och Carelen, Herre uthöwer Ingermanlandh". Invånarna i Stäket åläggs också att bygga "ett egit Capell der widh Stääket".
Av privilegiebrevet framgår också att det är tänkt att Stäketfläcken i första hand ska hysa hantverkare som kan betjäna invånarna i trakten. Stäketfläcken blev aldrig större än den var när tomtindelningsdokumentet upprättades och samhället Stäket var i högsta grad spontant framvuxet samhälle. Ett tjugofemtal år senare finns bara 12-13 tomter och en kvarn utritade, på en karta från 1651.
De boende i Stäket skrivet ett klagobrev i maj 1659. Brevet inleds med orden: "Vi fattiga undersåtar som är boende i Stäket kan inte födda oss längre. Det beror på denne vår nödstelte och trånge lägenhet på en skarp stenbacke. Vi är så hatade och förföljda att wij oss med wåre hustru och barn icke näro eller födho kunne." De boende klagar också i brevet över att de är tvungna att ta emot gäster, som egentligen skulle ha haft logi på Stäkets värdshus, som krögaren avvisat. Det förelåg tydligen en konflikt mellan krögaren och Stäketborna.

### Markbytesaffär 1653

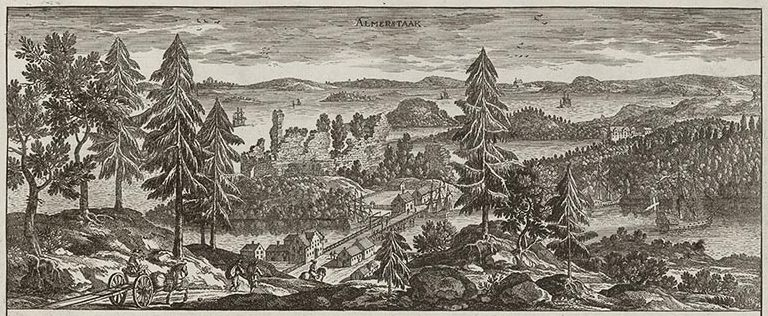
Almare-Stäkets borg på 1660-talet. På bilden ser man Almarestäket med 1636 års bro. Slottsruinen på Biskopsholmen och Stäkets slott till höger i bakgrunden. Kopparstick av Adam Pérelle 1670-1674. Ingår i Erik Dahlbergs verk Svecia antiqua et hodierna.

Ägaren till godset Almare-Stäket, friherrinnan Anna Skytte af Duderhof (1616-1679), maka till Göran Göransson Gyllenstierna d.ä. (1601-1646) och dotter till Johan Skytte (1577-1645) fick år 1653 bland annat Stäketfläcken i en markbytesaffär med kronan. Detta bekräftas i ett brev tio år senare. Då Almare-Stäkets gård anlades på 1640-talet ägdes gården av landshövdingen i Uppsala län, friherre Göran Göransson Gyllenstierna d.ä., som även avled här 1646. Gården nyttjades som kunglig avelsgård och den bar länge namnet Stäkets ladugård, även efter det att den erkänts som säteri i början på 1600-talet. Gustav Vasa övertog Stäkets gods för egen del efter det att han tagit makten 1521. Godset Stäket stannade i Gyllenstiernas släkt till 1683 då den återgick till kronan och indelades på kavalleriet. Vid Göran Göransson Gyllenstierna d.ä.:s död 1646 ärvde Anna Skytte även Viksjö gård i Järfälla. På en karta från 1671 finns det en markering för Stäkiie Staad med tinnar och torn, men det fanns bara ett fåtal hushåll kvar då i själva verket.

### Områdets utveckling fram till 1900-talets början

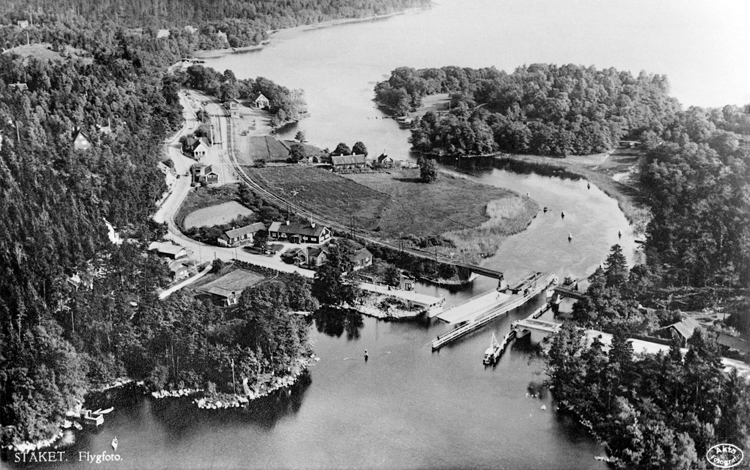
Flygbild från 1930-talet över Stäketsundet med Stäksön och Stäketsholmen till höger. Enköpingsvägen och järnvägen går snett genom bilden.

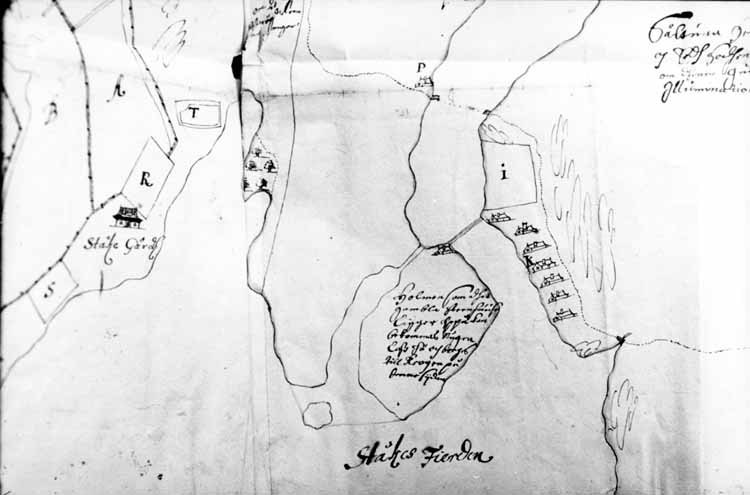
Del av karta över Stäketsundet 1681. Original hos Kungl. Biblioteket, Björnstjernas arkiv.

Precis där den gamla färjeöverfarten tidigare var går den nuvarande landsvägen. På 1720-talet byggde man en särskild färja, som bara fick användas av hovet. Den ordinarie färjan ansågs oduglig och farlig, men det var den färjan som allmogen skulle använda. Till minne av kungligheters inresa i Stockholms län står det två minnesstenar från 1744 och 1769. Där landsvägsbron nu ligger var det under hela 1700-talet färja vid Stäketsholmen. 1754 flyttades färjearrendatorns bostad från Stäketsholmen till platsen som numera kallas Stäketsborg. Stugan vid Stäketsborg, som ligger på Enköpingsvägen 261, hörde till Almare-Stäkets gård och den äldsta delen av huvudbyggnaden, den södra delen, är från sent 1600-tal. Den nuvarande längden erhöll stugan någon gång på 1700-talet, då stugan byggdes till. År 1804 byggdes en vindbro cirka 200 meter söderut och då upphörde färjan. En ny landsvägsbro byggdes 1864 här uppe vid det gamla färjestället.
Järnvägen drogs fram 1876 och då försvann troligen de sista lämningarna. Ingen vet dock vad som döljs under markytan och hela området är därför registrerat i fornminnesregistret. 
Kring Stäkets station försökte man etablera ett exklusivt villasamhälle vid 1900-talets början. På branten öster om järnvägsstationen byggdes de första villorna byggdes 1904. Under 1900-talets första årtionden uppfördes sammanlagt ett 30-tal villor och sommarstugor. Sedan fortsatte utbyggnaden med några hus per år, men dessa var oftast mindre. Att den exklusiva förorten som planerades inte kunde realiseras berodde troligen på det stora avståndet till centrala Stockholm, de glesa tågförbindelserna och konkurrens från mer etablerade samhällen (som till exempel Djursholm). De bevarade villorna i området är uppförda i trä. De är relativt stora och individuellt utformade.
Flygbilden här bredvid från 1930-talet visar Stäketsundet med Stäksön och Stäketsholmen till höger. Enköpingsvägen och järnvägen går snett genom bilden. Broöppning är på gång. Till höger om landsvägsbron ligger en av SJ:s tjänstebostäder och till vänster om bron direkt till vänster om granen ligger brovaktarstugan, Stäketsborg med flygeln där gamla lanthandeln och posten en gång inrymdes, godsmagasinet, järnvägsstation och pumphuset vid järnvägen. Mitt emot godsmagasinet ligger Stäkets Lanthandel (Byxan) där också posten en period inrymdes. Stäkets värdshus och krog ligger vid sundet i höjd med järnvägsstationen.

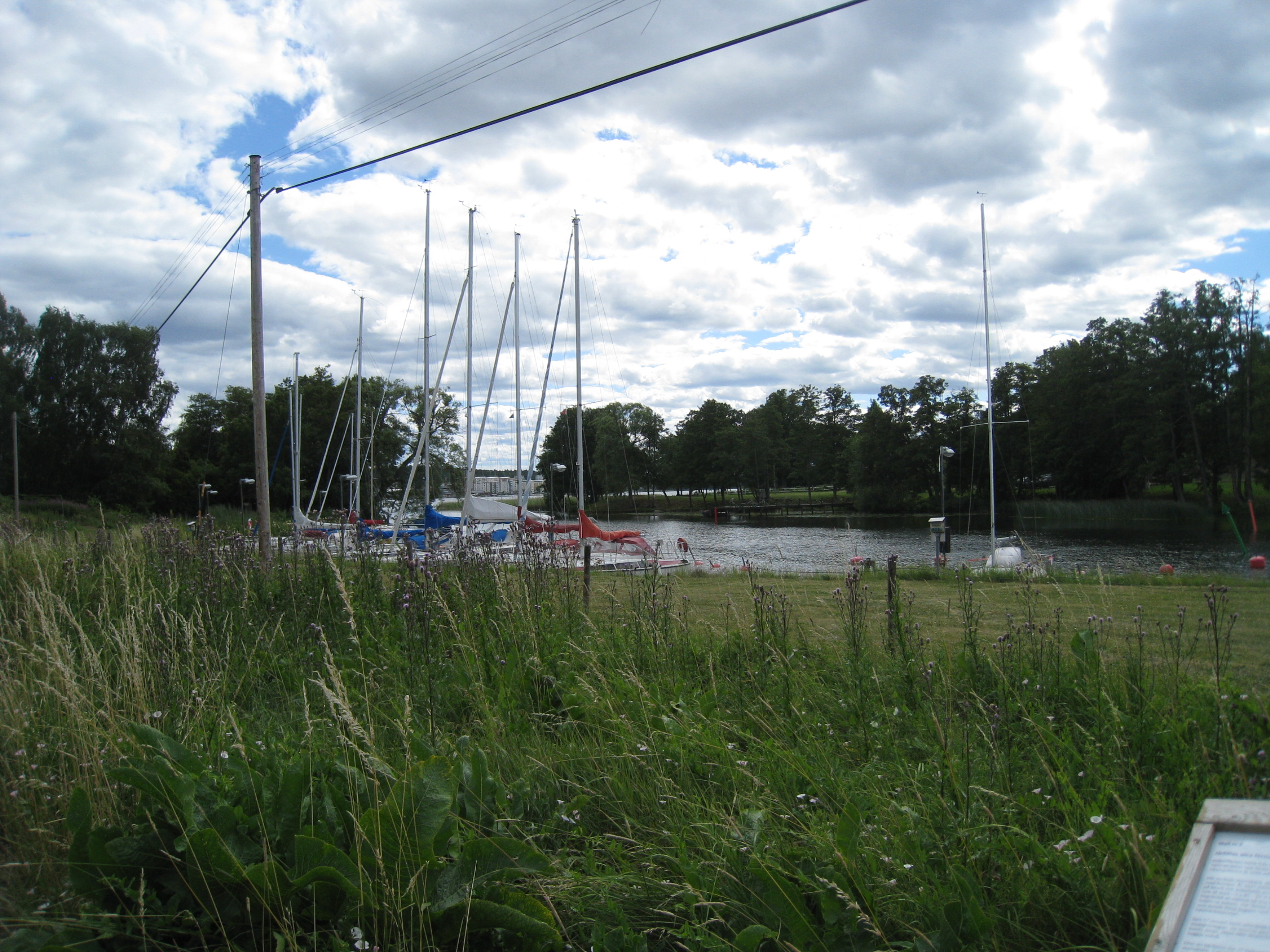
Stäketfläcken vid båthamnen, vy mot söder.
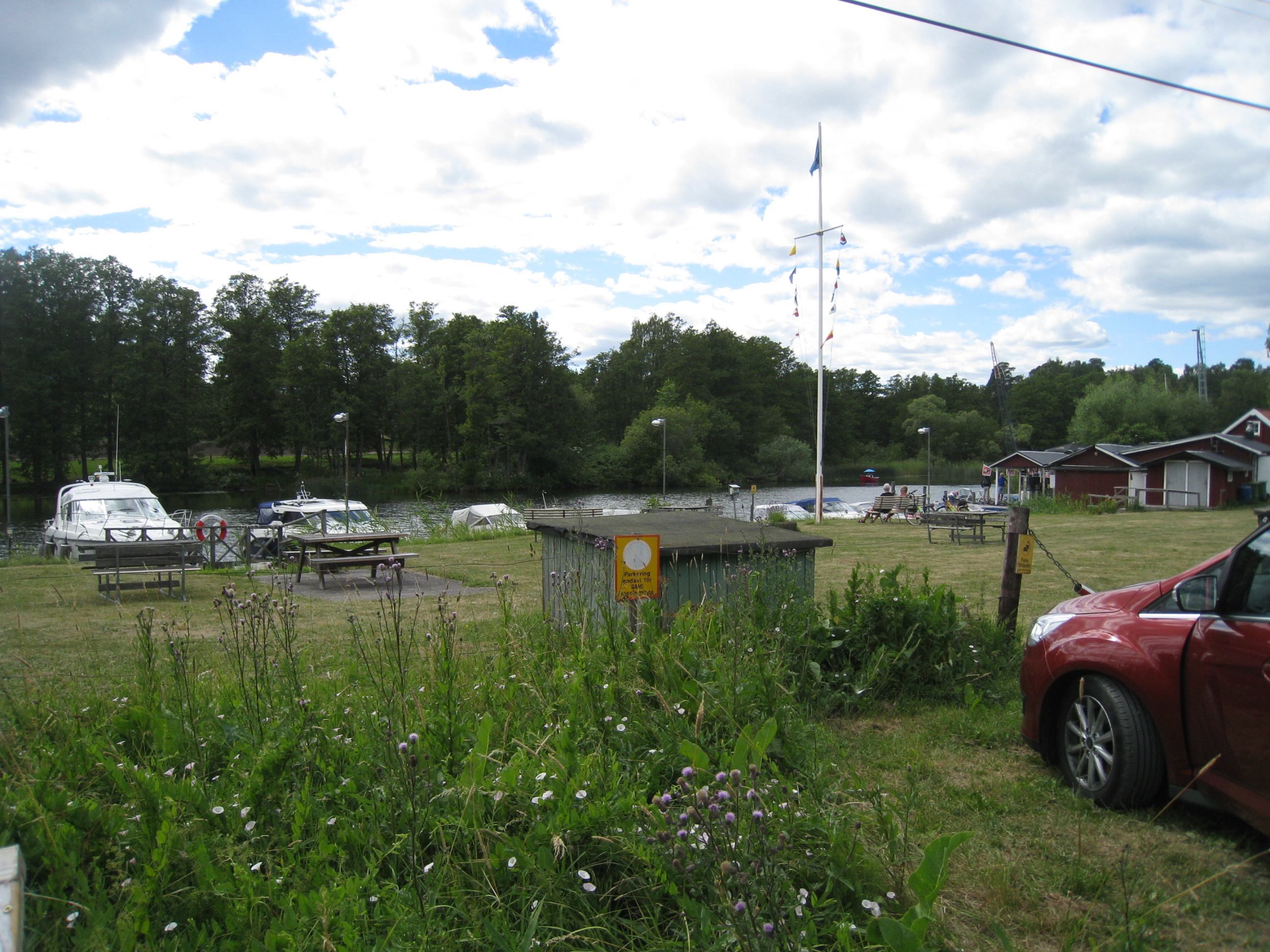
Stäketfläcken vid båthamnen, vy mot väster.
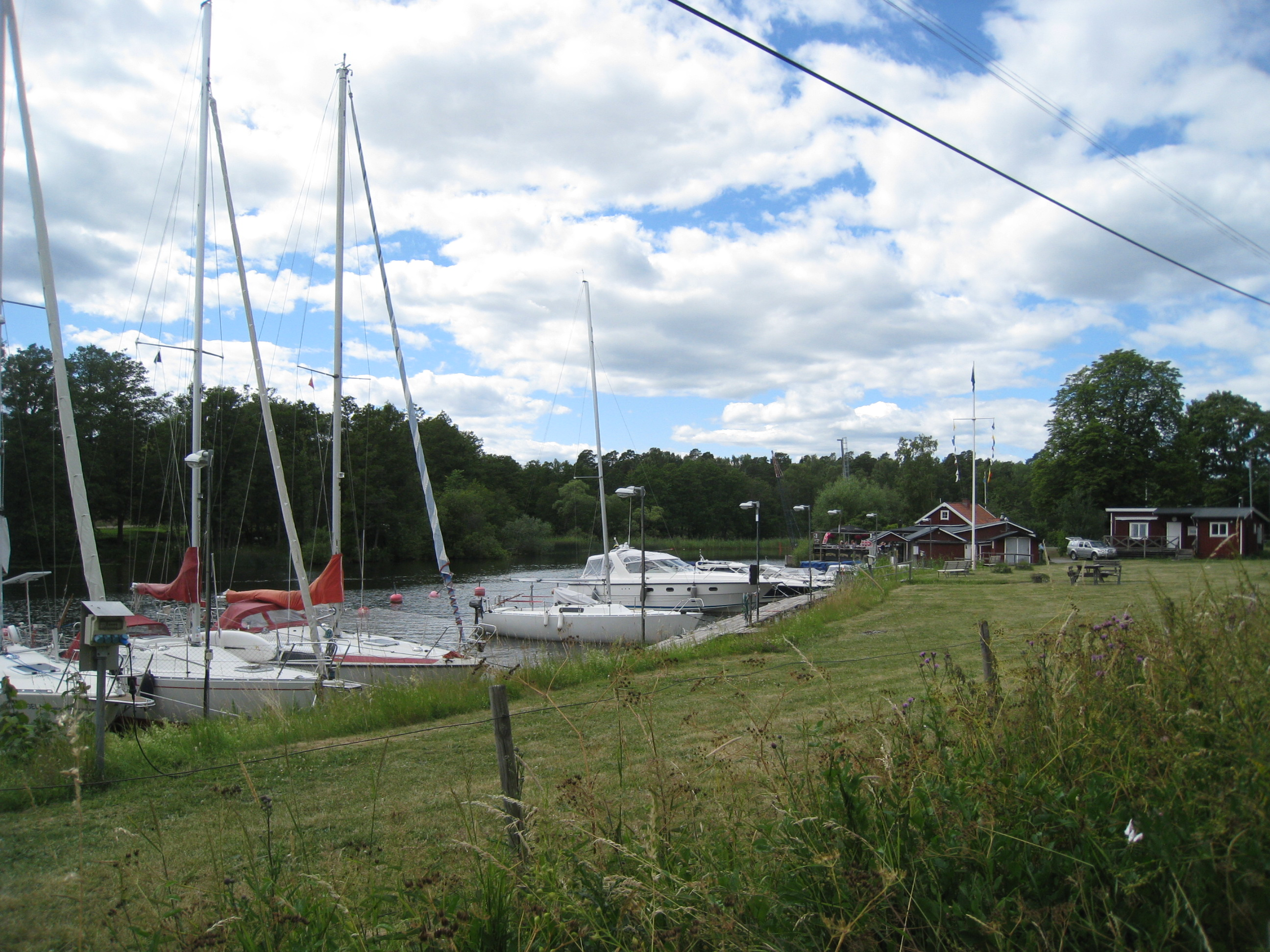
Stäketfläcken vid båthamnen, vy mot norr.
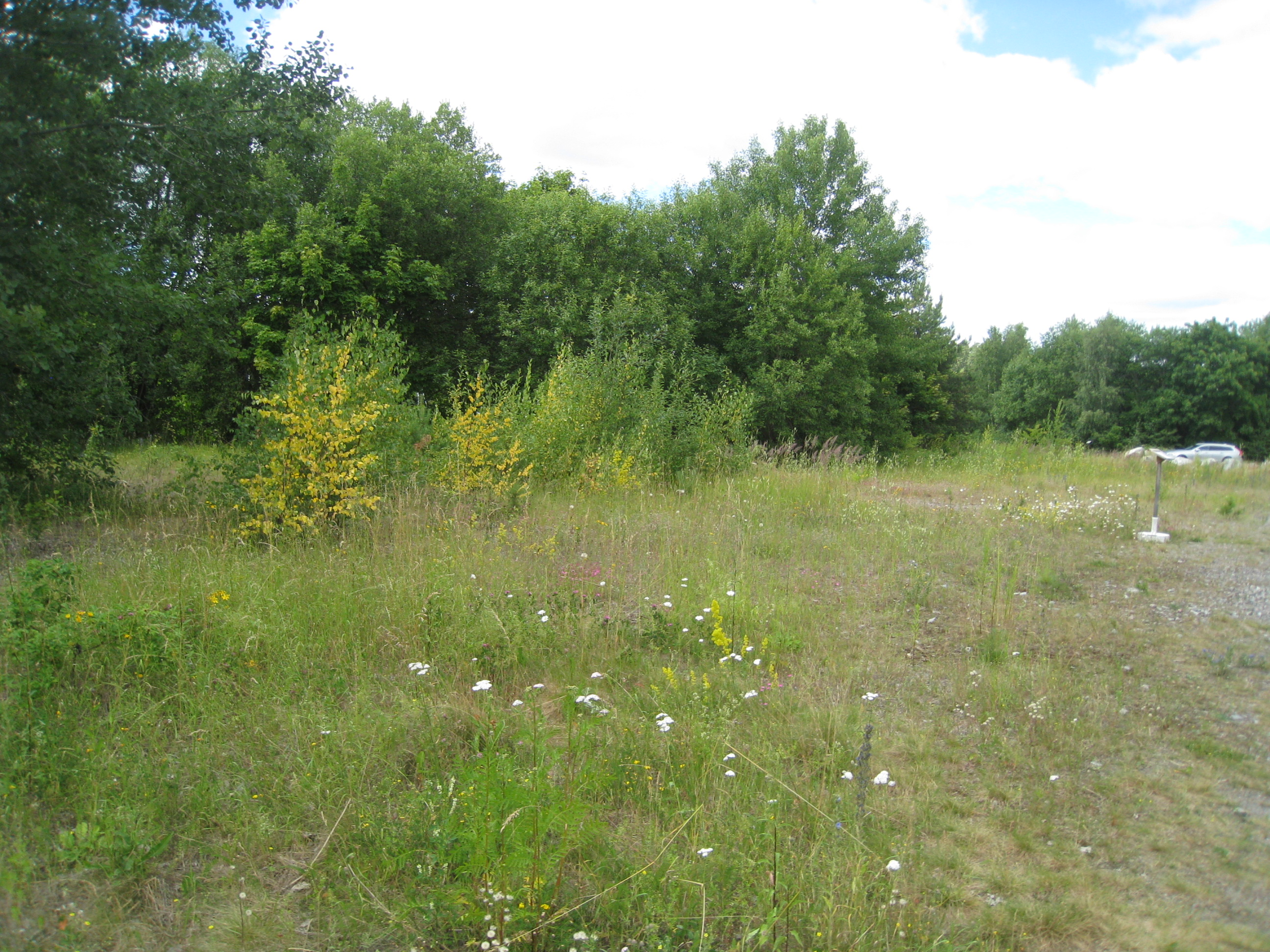
På den här marken vid Stäketfläcken låg 27 bebyggda tomter på 1600-talet.
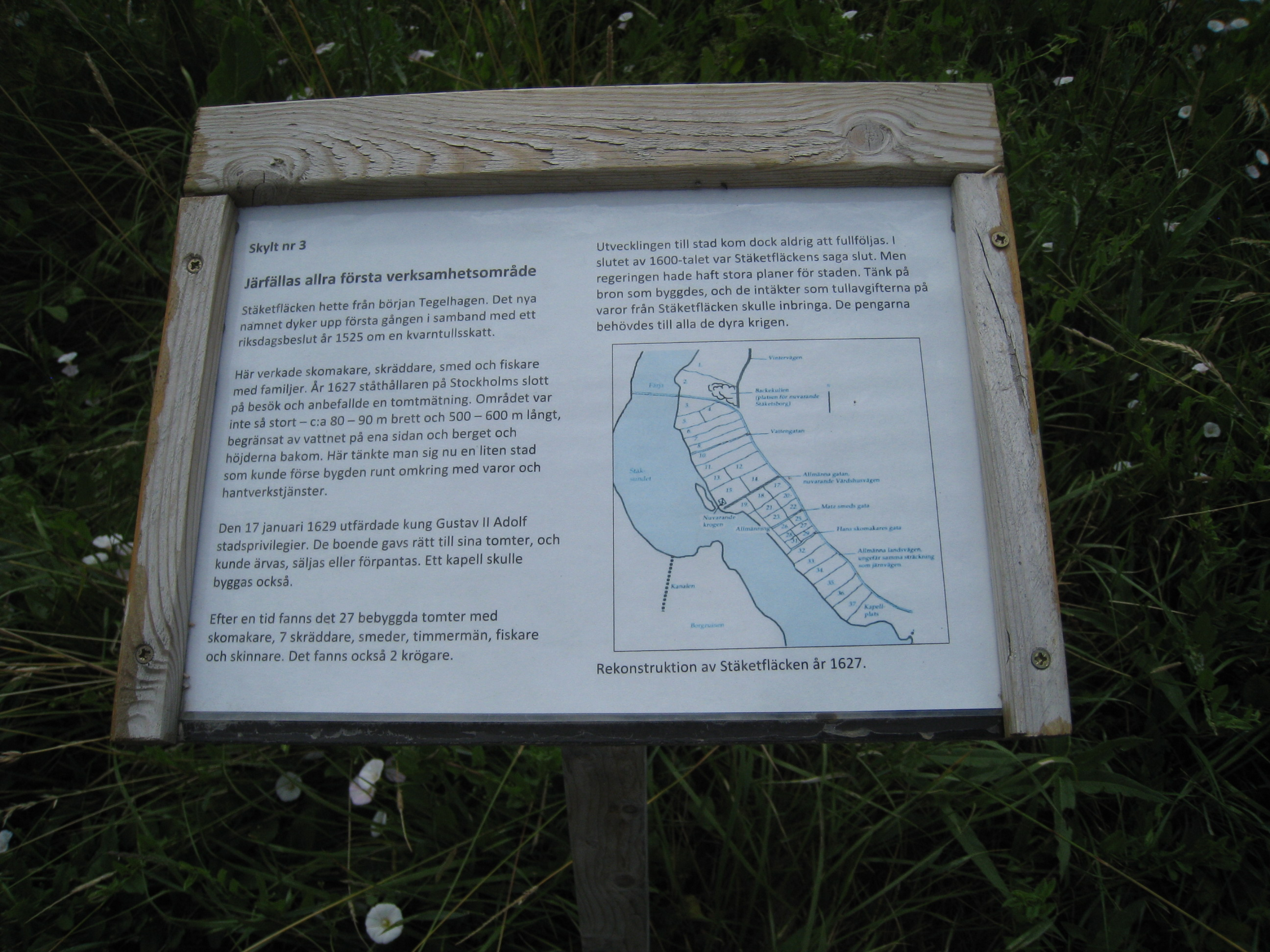
På Stäketfläckens område finns idag 10 informationsskyltar om Stäketfläcken. Just denna skylt beskriver Järfällas allra första verksamhetsområde.

## Stäketfläcken med Stäkets järnvägsstation och en flygbild över Stäketsundet - äldre bilder

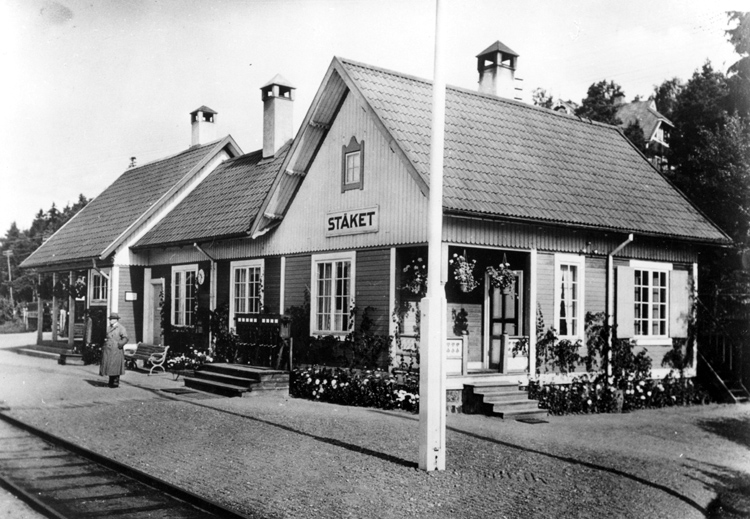
Stäkets järnvägsstation på Västeråsbanan år 1900.
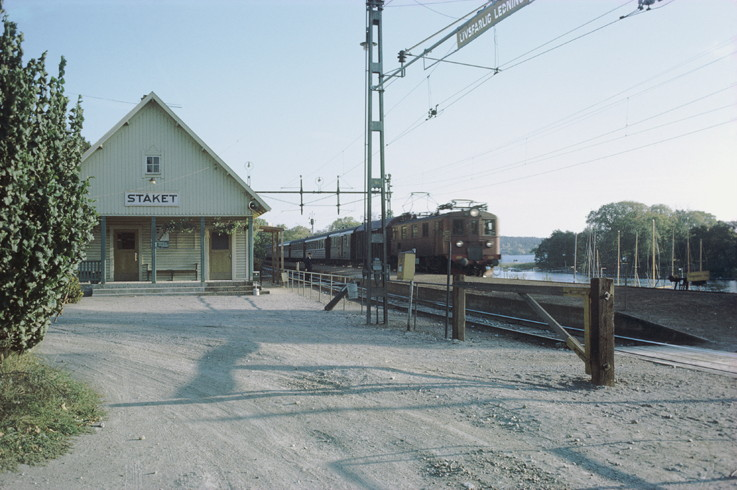
Stäkets stationshus byggdes år 1900 och var i bruk fram till 1968. Stationshusbyggnaden revs 1973. Foto från 1960-talet.
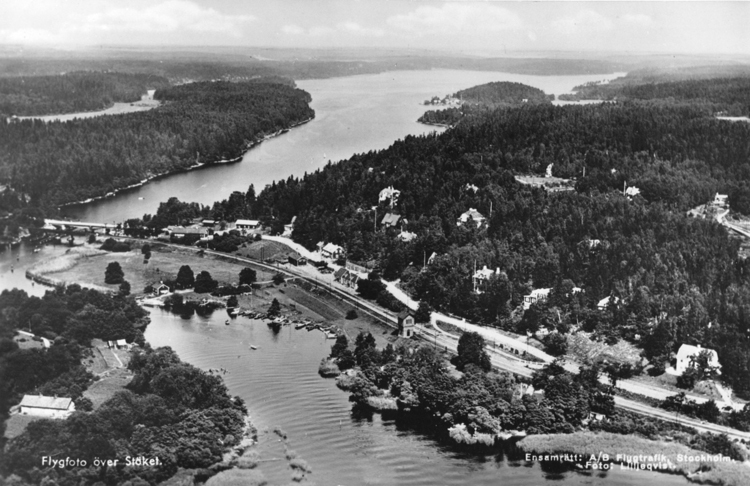
Flygbild över Stäketsundet från 1930-1940-talet.

## 1690 års karta över Stäketsundet

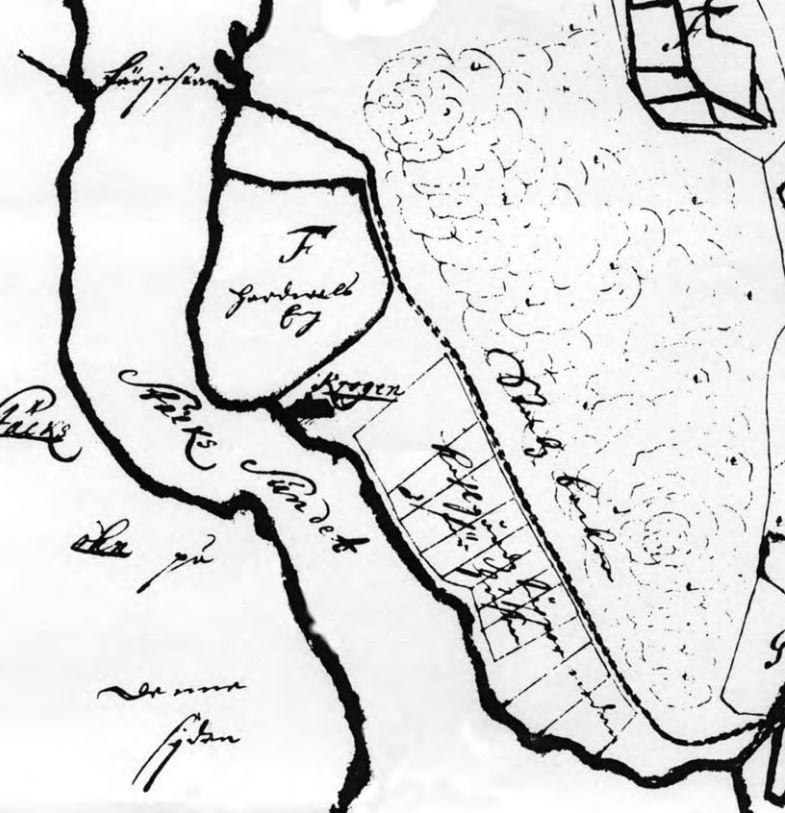
Karta över Stäketfläcken (Stäkets stad) vid Stäketsundet 1690.

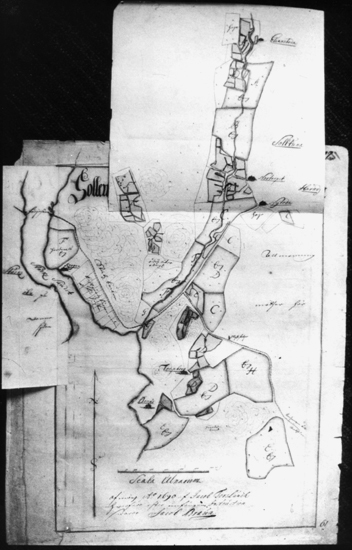
Karta över Stäkethemmanen från 1690 av lantmätaren Jacob Braun (ca 1660 – 1731).
Byggnader ej i plan: Iljansboda 1 byggnad, Norrtorp 1 byggnad, Nyboda 1 byggnad, Trappeberg 1 byggnad, Bonäs 1 byggnad, Stäkets krog (Värdshuset) 1 byggnad, Färjestaden 1 markering på varje sida om sundet, Stäkets stad 10 tomter (Tegelhagen och Kolartorp).
Original i Lantmäteriverket, A 14, 122-123.

Bengt Borkeby vid Upplands-Bro Kulturhistoriska Forskningsinstitut (UKF) har utfört en rekonstruktion av karta till uppmätning 1627 och hantverkarnas situation under 1600-talet.
Uppmätningen är redovisad uppmätt i alnar från norr till söder. En aln är cirka 60 cm lång. Området är cirka 469 m från och med norra delen av tomt 2 ner till norra gränsen för platsen vid kapellet. Uppmätningen motsvarar avståndet från östra landfästet för den nu borttagna järnvägsbron till områdets södra del. Tomter, gator och platser är angivna i förhållande till var varandra och med eller utan kontakt med Sjön – Stäksundet. Alldeles norr om nuvarande ångbåtsbryggan ligger den lilla ön. Ön är numera en del av fastlandet, eftersom sundet mellan ön och fastlandet nu är uppgrundat. I tomtmätningen 1627 är ön inte omtalad, men på de senare kartorna finns ön med på ett flertal kartor.

### Vägarna
- Almundewägen – var den allmänna landsvägen, som löpte söderifrån parallellt med stranden fram till färjeläget i norr. Där fanns färjkarlens tomt. Allmänna landsvägen hade ungefär samma sträckning som järnvägen tidigare hade. I princip är platsen vid den nu rivna järnvägsbrons östra landfäste.
- Winterwägenn – var fortsättningen av allmänna landsvägen norr ut, den ledde fram till i närheten av nuvarande Kajsas hov, där det vid normal vinter brukade finnas fast is.
- Backekullenn – det kan antas att allmänna landsvägen gick söder och väster om Backekullen för att tomt nr 3 skulle ha kontakt med väg eller gata. Som utgångspunkt anges Backekullen för tomt nr 3 och tomterna omnämns norrifrån. Det kan antas att detta är den enda plats inom området som ligger något högre än det ganska platta strandplanet, där nu Stäketsborg ligger, på Enköpingsvägen 261. Så var det förmodligen även på 1600-talet.
- Två allmundegator – i kartläggningen nämns två allmänna gator, som båda slutar vid den Allmunde Lände Platssen vid stranden. En allmän gata har nordligt läge och en har sydligt läge. Det är samma plats som där innevånarna kunde ha sina båtar och upplagsplats för fiskeredskap. Många tomter hade anknytning till Siönn – stranden, men inte alla tomter. De tomter som hade sjökontakt sägs löpa neder i siönn. Ungefär där nuvarande Värdshusvägen går idag låg den norra av de allmänna gatorna. Avståndet från före detta järnvägsövergången till vattnet är ungefär 140 alnar, det vill säga cirka 85 meter. Detta avstånd överensstämmer med längden från allmänna landsvägen till stranden. Hans skomakares gata hette den södra av de allmänna gatorna.
- Cappeleplatsenn anges i kartläggningen ligga söder i bynn widh Siön.[6]

### Tomtinnehavarna
Enligt kartläggningen 1627 fanns det 27 besuttna tomter och 26 obesuttna tomter. Ståthållaren i Stockholm, Lars Skytte, hade lagt ut 19 nya tomter ofuen för Almundewägenn bland de obesuttna tomerna. Dessa tomter ligger öster om landsvägen och ingen av dessa tomter är besuttna, med utgångspunkt från språkbruket i uppmätningen. Det finns fyra ödetomter inom området mellan landsvägen och stranden samt två ödetomter längst i norr. De fem tomter som inte är bebodda gränsar direkt till vattnet. Marken där kanske tidvis till viss del är översvämmad. Alla de besuttna tomterna har mansnamn. Av dem har 24 personer titel och yrke angivet, varav fem är nämnda vid enbart namn. De fem mansnamnen är Anders Larsson, Herr Jfuar (Ivar, han var förmodligen präst eller någon annan ståndsperson), Jacop, Matz Eskilsson och Rassmus.
De här personerna var inte hantverkare. Detta kan vi förutsätta, eftersom Stäkets planläggning avsåg att lagligt reglera hantverkarnas möjligheter att verka som s.k. ämbetsmän. Åtta av personerna angivet patronymikon (faderns förnamn med tillägget av son) , men huvuddelen av personerna är nämnda enbart med förnamn. Av de yrken som tomtinnehavarna finns det sex skräddare, fyra skomakare, tre skinnare, tre smeder, varav en uppges vara ålderman, två timmermän, två fiskare, en snickare, en katsebindare (tillverkare av fiskeredskap) (en katsa, även kallad katsegård eller kasse, är ett fast fångstredskap för fisk), en knekt ("dräng" eller "hantlangare", gammal beteckning för fotsoldat) samt en färjkarl, visar en sammanräkning. De yrkesangivna är således hantverkare, med undantag av knekt och färjkarl. Av hantverkarna dominerar beklädnadsyrkena, som är tolv stycken inklusive skinnarna.
Mellan Värdshusvägen och dåvarande Kapellplatsen finns tio, eventuellt elva, täppor (parceller eller ett litet jordstycke) ännu utritade på 1690 års karta över Stäketsundet. Varje täppa sträckte sig från landsvägen ner mot stranden. På området finns det 1627 tolv sådana parceller (avstyckade mindre jordlotter eller tomter). Av jordlotterna är en delad i tre tomter och fem delade i två tomter vardera. Mellan täpporna och stranden förefaller området vara allmänning med undantag för de två eventuellt sydligast belägna. I stort har således indelningen behållits. År 1690 förefaller området mellan landsvägen och krogen vara allmänt område. En teg (del av åker eller äng) finns utritad norr om området. Denna teg kallas på 1800-talets kartor för Tegelhagen eller liknande. Tidigare fanns beteckningen Lergropen och Tegelbruket låg på andra sidan strömmen. Här har varit en lertäkt för brukets räkning, vilket namnet tyder på. År 1690 hade färjan fortfarande samma plats. Marken i anslutning till östra färjeläget har inte någon speciell beteckning.